# Rhabdotis perdix
Rhabdotis perdix är en skalbaggsart som beskrevs av Edgar von Harold 1879. Rhabdotis perdix ingår i släktet Rhabdotis och familjen Cetoniidae. Inga underarter finns listade i Catalogue of Life.